# Melquita
Un melquita és un membre de les comunitats cristianes del Pròxim Orient que, davant de les lluites cristològiques entorn del monofisisme, seguiren les indicacions del concili de Calcedònia i el mateix emperador. Precisament, el nom melquita prové del siríac ‘mlek’, ‘malko’, "rei". Més endavant, aquests cristians adoptaren també el ritu bizantí, primer en llengua siríaca –a Síria i a Palestina–, després en grec i, al final, majoritàriament, en àrab. Generalment s'anomena melquites els catòlics d'aquesta tradició, més que no pas els cristians ortodoxos.
El segle xviii l'església melquita es va dividir entre l'Església Ortodoxa d'Antioquia, ortodoxos grecs que continuaren sota l'autoritat del patriarca de Constantinoble fins finals del segle xix i l'Església Catòlica Melquita, catòlics grecs que van reconèixer l'autoritat del Papa de Roma. Amb tot, foren només els catòlics els qui continuaren usant el nom de melquites, així que en un ús modern, el terme fa referència exclusivament a aquests catòlics grecs de llengua àrab del Llevant.